# NGC 2974
NGC 2974 (NGC 2652) é uma galáxia elíptica (E4) localizada na direcção da constelação de Sextans. Possui uma declinação de -03° 41' 57" e uma ascensão recta de 9 horas, 42 minutos e 33,2 segundos.
A galáxia NGC 2974 foi descoberta em 6 de Janeiro de 1785 por William Herschel.